# Prefix hash tree
prefix hash tree(PHT)は分散ハッシュテーブル (DHT)上で複雑なクエリを可能にする分散 データ構造である。prefix hash treeはDHTのルックアップインタフェースを使用し、トライ木に基づいたデータ構造を構築し、これは高効率であり、かつ耐障害性がある。効率性に関しては、更新はインデックスされるドメインの大きさに対し2重対数のオーダである。また、耐障害性に関しては、prefix hash treeのいずれのノードにおいて障害が発生しても他のノード上のデータはアクセス可能である。